# Westlicher Mebon

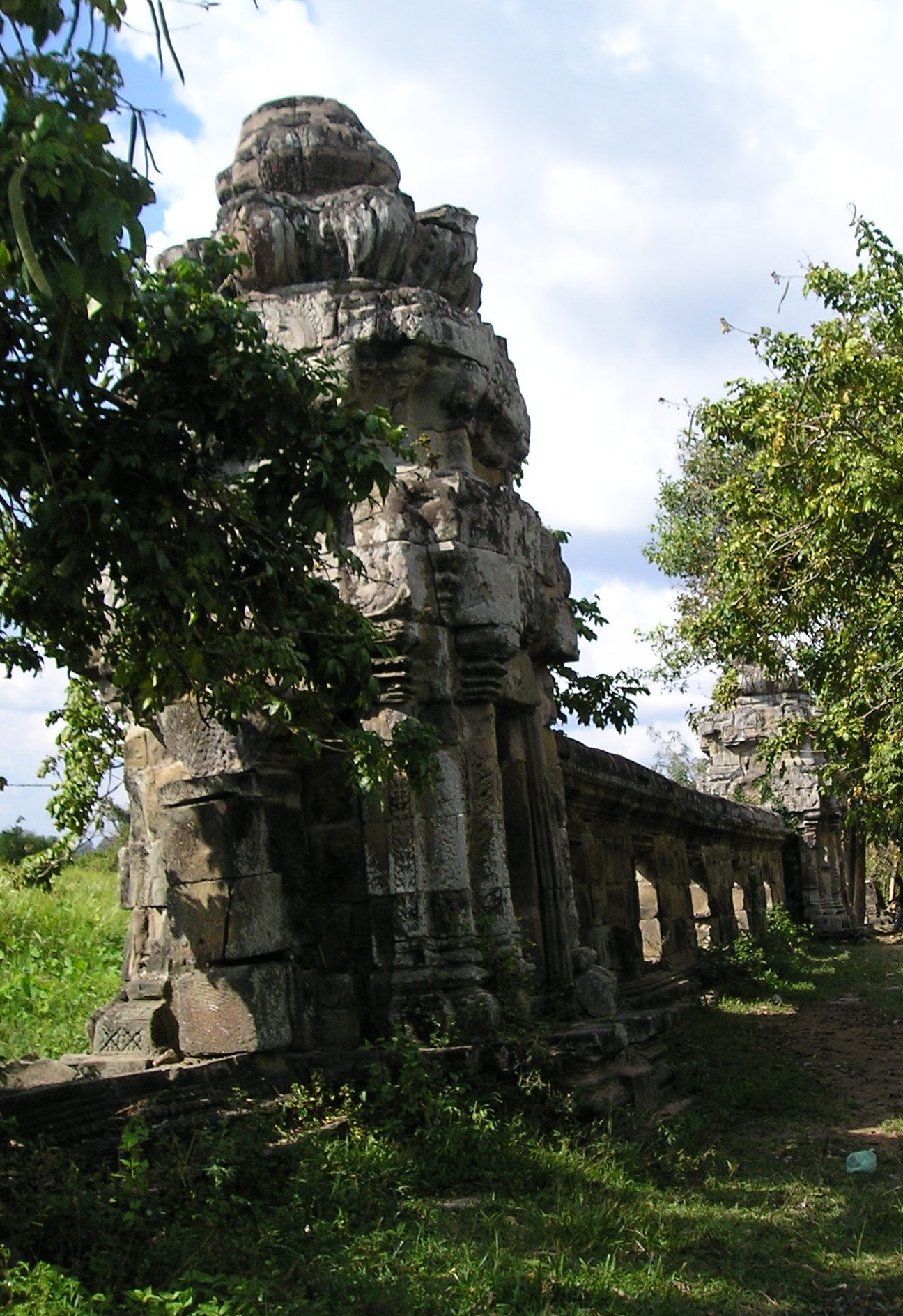
Überreste des westlichen Mebon

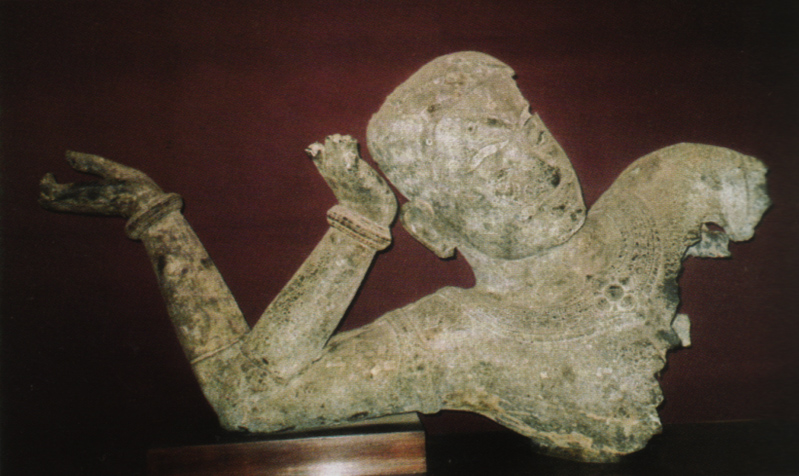
Die im westlichen Mebon gefundenen Reste der Kolossalstatue des Vishnu Anantashayi

Der westliche Mebon ist ein Bauwerk in Angkor und Teil des UNESCO-Welterbes. Der hinduistische Tempel ist nur noch teilweise erhalten und liegt auf einer künstlichen Insel im westlichen Baray. Der westliche Mebon bestand aus einem Mauerring und einer Sandsteinterrasse im Zentrum. Bekannt ist vor allem die überlebensgroße Bronze-Statue des liegenden Vishnu, die dort gefunden wurde.

## Geschichte
Da keine historischen Inschriften zu westlichem Baray und Mebon gefunden wurden, kann auf das Alter nur aufgrund der Architektur und Ausgestaltung geschlossen werden. Wahrscheinlicher Erbauer der im Baphuon-Stil gehaltenen Anlage, die auf einer künstlichen Insel in der Mitte des westlichen Baray errichtet wurde, war ab der Mitte des 11. Jahrhunderts Udayadityavarman II., der König des Khmerreichs. Nach Albanese (2006) handelt es sich beim westlichen Mebon um kein eigentliches Heiligtum. Nachdem sich im 15. Jahrhundert das Zentrum des Khmerreiches nach Phnom Penh im Süden verlagerte, begann Angkor seine frühere Bedeutung zu verlieren. Zu dieser Zeit wurde der westliche Baray, wie die meisten anderen Bauwerke auch, nicht mehr genutzt und verfiel durch Überwucherung mit tropischer Vegetation.
1936 entdeckte Maurice Glaize, ein französischer Forscher, der im Auftrag der École française d’Extrême-Orient Angkor erkundete, im U-förmigen Teich innerhalb des Mauerrings Überreste einer Kolossalstatue aus Bronze, die den vierarmigen Vishnu Anantashayi, also „Vishnu auf Ananta liegend“, darstellt. Glaize berichtet, dabei der Vorahnung eines Einwohners in der Nähe gefolgt zu sein, dem im Traum ein an dieser Stelle vergrabener Buddha erschienen sei. Anhand der gefundenen zwei rechten Arme, des Kopfes und der oberen Teile der Brüste lässt sich auf eine frühere Größe von 6 m schließen. Womöglich handelt es sich um die bronzene Statue Buddhas, die Zhou Daguan in seinem Reisebericht aus dem Angkor zu Ende des 13. Jahrhunderts erwähnte. Dort beschrieb der Delegierte des chinesischen Kaisers einen bronzenen Buddha, der in der Mitte eines Sees lag und aus dessen Bauchnabel Wasser strömte. Die Artefakte sind heute im Nationalmuseum in der Hauptstadt Phnom Penh ausgestellt.
Von 1942 bis 1944 befreite Glaize den westlichen Mebon von der überwuchernden Vegetation und führte stellenweise eine Anastilosis durch. Schwerpunkte der Restaurierungsarbeiten waren die beiden erhaltenen Gopuras. Der schlechte Bauzustand insbesondere der Mauern geht wahrscheinlich auf die Kombination von Stein und Holzgebälk als Baustoffe zurück, die in der Mitte des 11. Jahrhunderts in Angkor häufig anzutreffen war.
Nach Glaize geht der Bau des westlichen Mebon auf eine Legende zurück. Demnach wurde an dieser Stelle die Tochter eines Königs von Angkor von einem riesigen Krokodil verschlungen. Das Krokodil entkam dem westlichen Baray, indem es ein großes Loch in dessen Einfassungsmauer grub. Als es schließlich doch gefangen und getötet wurde, konnte die Prinzessin lebend aus seinem Magen geborgen werden.

## Architektur

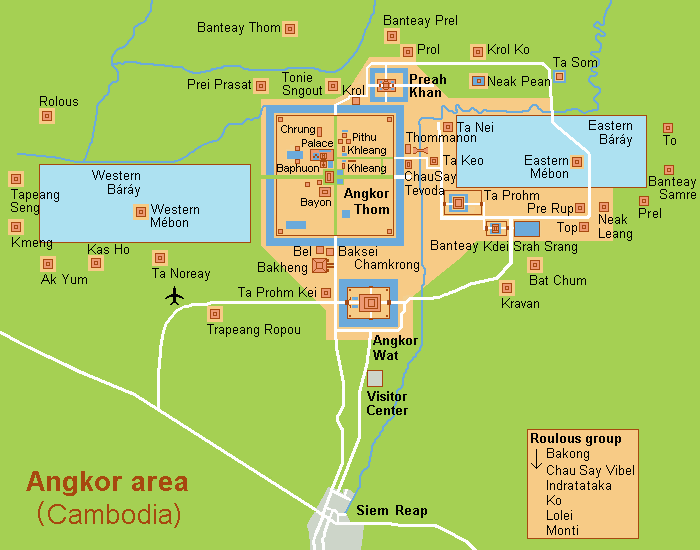
Übersichtskarte von Angkor mit dem westlichen Mebon in der linken Bildhälfte

Der aus Sandstein bestehende Mauerring hat eine Kantenlänge von 100 m und steht auf einer künstlichen, quadratischen Erhebung inmitten des heute in der Osthälfte stellenweise verlandeten westlichen Baray, 10 m über dessen Grund. Der westliche Mebon ist ganzjährig nur mit dem Boot erreichbar. Die Ringmauern enden in einem breiten, wie ein Kraggewölbe wirkenden Gesims, dessen abschließendes Zierband Lotosblüten darstellt. Auf jeder Seite führten im Abstand von 25 m drei kleinere und eingeschossige Gopuras, zwischen denen jeweils fünf Fenster angeordnet waren, in das Innere. Die Spitze der über eine quadratische Grundfläche mit 2,4 m Seitenlänge verfügenden Tortürme wurde als achtblättrige Lotosblüte gearbeitet. Die Seitenlänge im Inneren der Gopuras beträgt knapp 1,3 m. Diese Merkmale sind an erhaltenen Resten der Mauer sowie der noch stehenden zentralen südlichen und zentralen östlichen Gopura sichtbar. Die Frontgiebel der Türme waren von Nagas umrahmt und das Tympanon mit lebensnah realistischen Tierdarstellungen innerhalb kleiner Quadrate versehen, was typische Merkmale des Baphuon-Tempel und des gleichnamigen Stils sind. Gleiches gilt für das Fischgrätmuster der vertikalen Verstärkungen der Wandpfeiler und die mit Volutenranken und kleinen Tierdarstellungen verzierten, vertikalen Bänder der Eckpfeiler. Größtenteils sind die Reliefs zerstört. Die am besten erhaltenen sind die der Frontgiebel des östlichen Torturms der Nordmauer, welche aus reinen Ornamenten bestehen. Ein weiteres gut erhaltenes Relief befindet sich auf dem östlichen Türsturz der zentralen Gopura der Ostseite und stellt drei Figuren dar, die nach Ästen im Zentrum und den ihn umgebenden Vierteln greifen. Die Türrahmen wurden mit winkelhalbierender Gehrung gebaut. Überreste der schmalen Säulen (Colonette), welche die Tür seitlich trugen, weisen auf eine selten benutzte Formengebung hin.
Das Innere des Mauerrings bildete ein Bassin, das von hinabführenden Sandsteinstufen umgeben war. Den größten Teil dieses Beckens nahm ein U-förmiger Teich ein, zwischen dessen Seitenarmen sich eine Sandsteinterrasse mit einem Pavillon aus vergänglichem Material in ihrer Mitte erhob. Die Terrasse hatte eine Seitenlänge von 12 m und war über einen 43 m langen aus Laterit und Sandstein gearbeiteten Damm mit dem Deich vor der östlichen Außenmauer verbunden. Inmitten der Terrasse stand ein 2,7 m tiefer Brunnen in Form einer umgekehrten Linga, um die sich schraubenförmig Treppen wanden. Die anfangs oktogonale Grundfläche des Brunnens mit 0,55 m Abstand zwischen den gegenüberliegenden Seiten verbreiterte sich auf eine Kreisform mit einem Durchmesser von 1 m. Östlich davor war ein quadratischer Teich mit 2 m Seitenlänge, der über ein Bronzerohr mit Wasser aus dem Brunnen versorgt wurde. Somit sollte wahrscheinlich der Wasserstand im Becken kontrolliert werden.